# ارسلان‌تپه

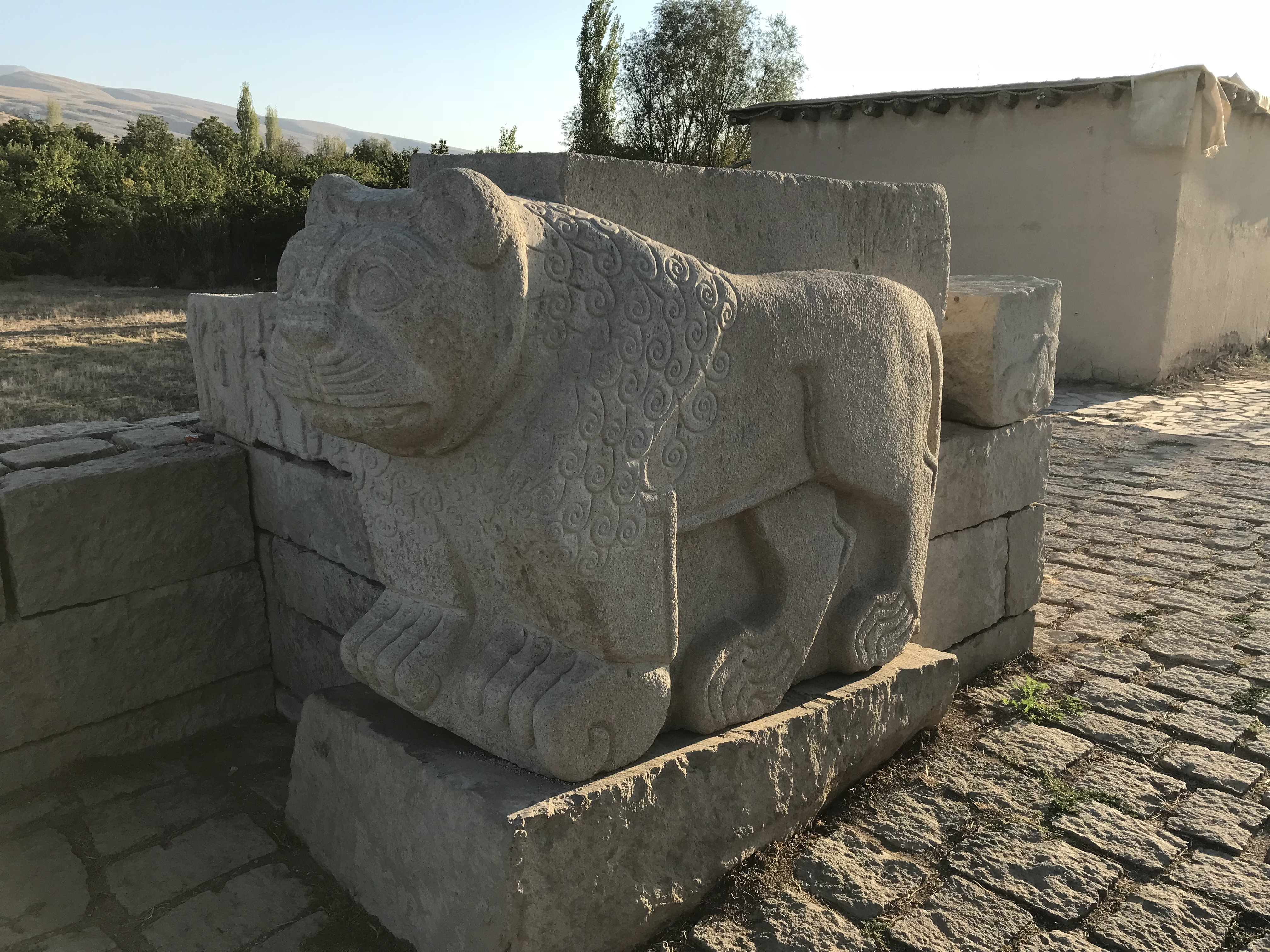
مجسمه شیری از دوران نئوهیتی (۷۰۰–۱۱۰۰ پیش از میلاد) که در ورودی ارسلان‌تپه قرار دارد.

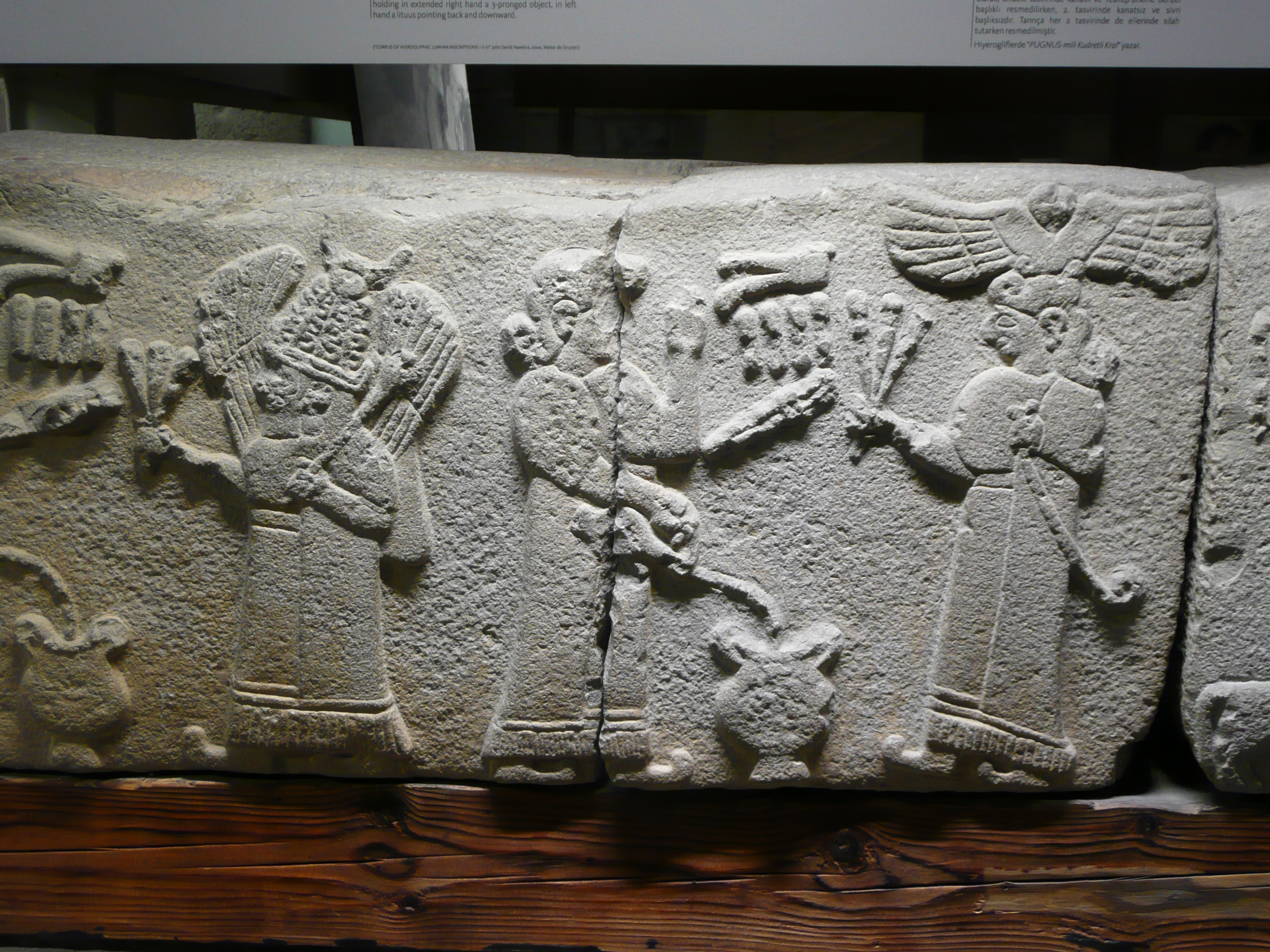
نقش برجستهٔ افشانش به تیواز و آرما، موزهٔ تمدن‌های آناتولی در آنکارا.

ملید (زبان هیتی: Malidiya یا احتمالا Midduwa؛ زبان اکدی: Meliddu؛ زبان اورارتویی: Melitea؛ لاتین: Melitene) شهری باستانی در کوهستان‌های توروس و بر رود توهمه (که به فرات علیا می‌ریزد) بود که باستان‌شناسان آن را در محوطه باستانی ارسلان‌تپه (انگلیسی: Arslantepe) در نزدیکی ملطیه ترکیه کاوش کرده‌اند.
در ۲۶ ژوئیه ۲۰۲۱ یونسکو این محوطه را در فهرست میراث جهانی‌اش ثبت کرد.

## تاریخ

### اواخر مس‌سنگی
نخستین سکونت‌ها در ارسلان‌تپه در اواخر دوران مس‌سنگی صورت گرفت. آنچه از لایهٔ چهارم ارسلان‌تپه مانده شامل ساختمانی از خشت خام است که دیوارهایی تزئین‌شده داشت و کاربرد آن نامعلوم است.
همچنین دگیرمن‌تپه در ۲۴ کیلومتری شرق ارسلان‌تپه یکی از قدیمی‌ترین شواهد ذوب مس را دارا است.

### اوایل عصر برنز
تا اواخر دوره اوروک توسعهٔ ارسلان‌تپه به حدی رسیده بود که مجموعه‌ای بزرگ معبد و کاخ را شامل باشد. از نظر فرهنگی، ملید جزئی از «میانرودان شمالی» محسوب می‌شد و نقش مستعمره‌ای تجاری در راستای فرات را داشت که تأمین مواد خام برای سومر (میانرودان سفلی) را بر عهده داشت.
در حدود ۳۰۰۰ پیش از میلاد، آتش‌سوزی و تخریب گسترده‌ای در منطقه روی داد و پس از آن آثاری از سفال‌های تمدن کورا–آراکس (که فرهنگی دامدار متمرکز در قفقاز بود) در ارسلان‌تپه دیده‌می‌شود.

### اواخر عصر برنز
در اواخر عصر برنز، ارسلان‌تپه به مرکز اداری منطقه در پادشاهی ایسوا تبدیل شد. این محوطه در این دوره استحکامات دفاعی بسیاری داشت که احتمالاً به دلایل تهدید هیتی‌ها از غرب باشد. در این زمان ارسلان تپه تحت تأثیر فرهنگی هوری‌ها، میتانی‌ها و هیتی‌ها بود.
در حدود ۱۳۵۰ پ.م. شوپ‌پیلولیومای یکم شاه هیتی‌ها این منطقه را در جنگ با توشراتا شاه میتانی‌ها تصرف کرد و آن را به مقر عملیاتش علیه میتانی (که به تسخیر پایتخت این فرهنگ یعنی واشیوکامی انجامید) استفاده کرد.

### عصر آهن
پس از سقوط امپراتوری هیتی‌ها، از قرون ۱۲ تا ۷ پیش از میلاد، این شهر به مرکز دولت مستقل سوری-هیتی به نام کامانو تبدیل شد. در این دوره کاخ و مجسمه‌هایی از فرمانروایان و شیرهایی برپا شدند. درگیری این دولت با شاه آشوری تیگلات-پیلسر یکم (۱۱۱۵–۱۰۷۷ پ. م) باعث شد این دولت مجبور به پرداخت خراج به آشور شود. این شهر به توسعه و آبادی خود ادامه داد تا اینکه شاه آشوری سارگون دوم (۷۲۲–۷۰۵ پ. م) آن را فتح کرد. همزمان کیمری‌ها و سکاها به آناتولی یورش آوردند و شهر رو به زوال گذارد.

## شمشیرهای نخستین
نخستین شمشیر‌های یافت شده در اوایل عصر برنز، نه شمشیر و خنجری هستند که مارسلا فرانگپین در دهه ۱۹۸۰ در ارسلان‌تپه کاوش کرده‌است. این شمشیرها از آلیاژ مس و آرسنیک ساخته‌شده‌اند و سه‌تای آن‌ها با نقره تزئین شده‌اند. این اسلحه‌ها ۴۵ تا ۶۰ سانتی‌متر طول دارند.

## یادداشت
1. ↑  Marcella Frangipane